# To the Bone (album des Kinks)
Pour les articles homonymes, voir To the Bone.
Albums de The Kinks
Phobia
(1993) BBC Sessions 1964-1977
(2001)
To the Bone est un album live des Kinks sorti en 1994. Il se compose de reprises des succès du groupe au format acoustique.
L'album a été réédité en 1996 sous la forme d'un double album. Deux titres de l'album original (Waterloo Sunset et Autumn Almanac) en ont été omis, mais deux titres inédits ont été ajoutés (Animal et To the Bone).

## Titres

### Album original
1. All Day and All of the Night – 4:26
2. Apeman – 4:06
3. Tired of Waiting for You – 1:49
4. See My Friends – 3:24
5. Death of a Clown (Dave Davies) – 2:35
6. Waterloo Sunset – 3:20
7. Muswell Hillbilly – 3:06
8. Better Things – 4:50
9. Don't Forget to Dance – 2:38
10. Autumn Almanac – 1:54
11. Sunny Afternoon – 1:46
12. Dedicated Follower of Fashion – 3:54
13. You Really Got Me - 3:41

### Réédition de 1996

#### Disque 1
1. All Day and All of the Night – 4:26
2. Apeman – 4:06
3. Tired of Waiting for You – 1:49
4. See My Friends – 3:24
5. Death of a Clown (Dave Davies) – 2:35
6. Muswell Hillbilly – 3:06
7. Better Things – 4:50
8. Don't Forget to Dance – 2:38
9. Sunny Afternoon – 1:46
10. Dedicated Follower of Fashion – 3:54
11. Do It Again (en) (acoustique) - 1:46
12. Do It Again - 3:55

### Disque 2
1. Celluloid Heroes - 5:21
2. Picture Book - 2:34
3. The Village Green Preservation Society - 2:26
4. Do You Remember Walter - 3:44
5. Set Me Free - 2:37
6. Lola - 4:29
7. Come Dancing - 3:53
8. I'm Not Like Everybody Else - 5:28
9. Till the End of the Day - 2:37
10. Give the People What They Want - 3:57
11. State of Confusion - 3:24
12. Dead End Street - 2:36
13. A Gallon of Gas - 5:21
14. Days - 3:17
15. You Really Got Me - 3:41
16. Animal - 3:37
17. To the Bone - 4:30

## Musiciens
- Ray Davies : chant, guitare acoustique, claviers
- Dave Davies : chant, guitare
- Ian Gibbons : claviers, chœurs
- Bob Henrit : batterie, percussions
- Jim Rodford : basse, chœurs